# 秋田県道325号大館能代空港西線
秋田県道325号大館能代空港西線（あきたけんどう325ごう おおだてのしろくうこうにしせん）は、秋田県北秋田市を通る一般県道である。

## 概要
大館能代空港から秋田県道324号大館能代空港東線と重複し、空港入口交差点で現道は県道大館能代空港東線から西へ分岐する。大館能代空港東線の大館市方面から連続し、川口南交差点で一旦当県道の区間は終了する。一方で、空港入口交差点で北へ分岐し大館能代空港ICから国道7号・鷹巣大館道路のすりつけ区間も当県道の区間として指定されており、鷹巣西道路に連続して同市今泉字根立場で国道7号に合流する。
2012年（平成24年）度から日本海沿岸東北自動車道の現道活用区間として本県道を活用する鷹巣西道路が秋田県により事業中で、一部が高速自動車国道に並行する一般国道自動車専用道路として2020年（令和2年）に供用されている。この区間は本県道と鷹巣大館道路の大館能代空港ICが近接しているため、本県道を改良して日本海沿岸東北自動車道に組み込んだことによる。
本県道は大館能代空港のアクセス道路の東西線として建設が進められていた。1995年（平成7年）、建設工事中に計画ルート上で伊勢堂岱遺跡が発見され、歴史的重要性が認識されたことから、遺跡を北方へ迂回するルートに計画変更された。このため、この区間では並行する鷹巣西道路と2度立体交差し、また秋田内陸縦貫鉄道秋田内陸線とは縄文小ヶ田駅付近で踏切により平面交差する、蛇行した線形となっている。当初のルート上に建設が進められていた橋脚は現状放棄され、2020年現在でもそのまま残されている。
伊勢堂岱IC付近（旧・緑ヶ丘跨道橋西詰） - 蟹沢ICの区間は鷹巣西道路として自動車専用道路に改良され、2022年（令和4年）4月15日に当県道として供用されていた川口南交差点から大館北秋田森林組合本所付近（旧・緑ヶ丘交差点）の区間が当県道の区域から除外されたため、現道は起点から川口南交差点および蟹沢ICから終点までの2区間に分かれている。
蟹沢ICから今泉IC（仮称、現・今泉交差点）の区間については現道の改良によって自動車専用道路化することが検討されたが、翔鷹大橋の改良が困難であるなどの技術的問題点が指摘され、2022年6月に現道とは別線（第1種第3級）を新たに整備するのが妥当とする案が取りまとめられた。

### 路線データ
- 総延長 : 7.578 km[8]
- 実延長 : 7.389 km
- 起点 : 秋田県北秋田市脇神字葈岱（からむしたい）21番9（大館能代空港）[10]北緯40度11分46.8秒 東経140度22分25.7秒
- 終点 : 秋田県北秋田市今泉字根立場2番211（国道7号交点）[10]北緯40度12分48.9秒 東経140度18分8.4秒
- 未供用区間 : なし[11]

## 歴史
- 1992年（平成4年）10月12日 - 秋田県が大館能代空港のアクセス道路建設計画を示す[12]。
- 1995年（平成7年） - 大館能代空港のアクセス道路を工事中に伊勢堂岱遺跡が発見される。
- 1996年（平成8年）11月18日 - 秋田県が大館能代空港の伊勢堂岱遺跡の現地保存およびアクセス道路の迂回を決定する[13]。
- 1998年（平成10年）4月21日 - 秋田県道325号あきた北空港西線として秋田県道に認定される[14][10]。
- 1998年（平成10年）5月8日 - 伊勢堂岱遺跡を迂回する経路が追加指定される[15]。
- 1998年（平成10年）6月24日 - 供用が開始される[16][注釈 2]。
- 2011年（平成23年）10月12日 - 日沿道建設促進フォーラム（秋田市）で、秋田県が2012年度に県道の改良工事を前倒しして事業化することを表明[3]。
- 2012年（平成24年）4月1日 - 路線名をあきた北空港西線から大館能代空港西線に変更し[17]、同時に愛称を廃止する。
- 2020年（令和2年）4月27日 - 脇神地内の付け替え道路約520 ｍが完成する[18][19]。
- 2020年（令和2年）12月13日 - 鷹巣西道路の蟹沢IC以東が開通する[5]。
- 2022年（令和4年）4月15日 - 起点側の現道の区域が北秋田市脇神字葈岱21番9地先（大館能代空港）から同89番21（川口南交差点付近）までの870 mに短縮される[8]。

## 路線状況
開通当時から県道あきた北空港東線とともにあきた北エアポートラインの愛称がついていたが、路線名を大館能代空港西線に変更すると同時に愛称がなくなった。

### 重複区間
- 秋田県道324号大館能代空港東線：北秋田市脇神字葈岱・起点 - 同市脇神字ハケノ下・空港前交差点、約180 m[11]

### 冬期閉鎖区間
- なし[21]

### 交通不能区間
- なし[22]

### 道路施設
- 道の駅大館能代空港

#### 橋梁
橋梁が6か所822 m存在する。
- 翔鷹大橋
  - 蟹沢大橋（3径間連続エクストラドーズド・PC（プレストレスト・コンクリート）箱桁橋、380.07 5m）
    - 1997年度 プレストレストコンクリート技術協会[注釈 3]賞受賞（技術開発部門）[23]

  - 今泉高架橋（5径間連続PC箱桁橋、244.78 m）
  - 今泉跨線橋（3径間連続PC箱桁橋、92.22 m）

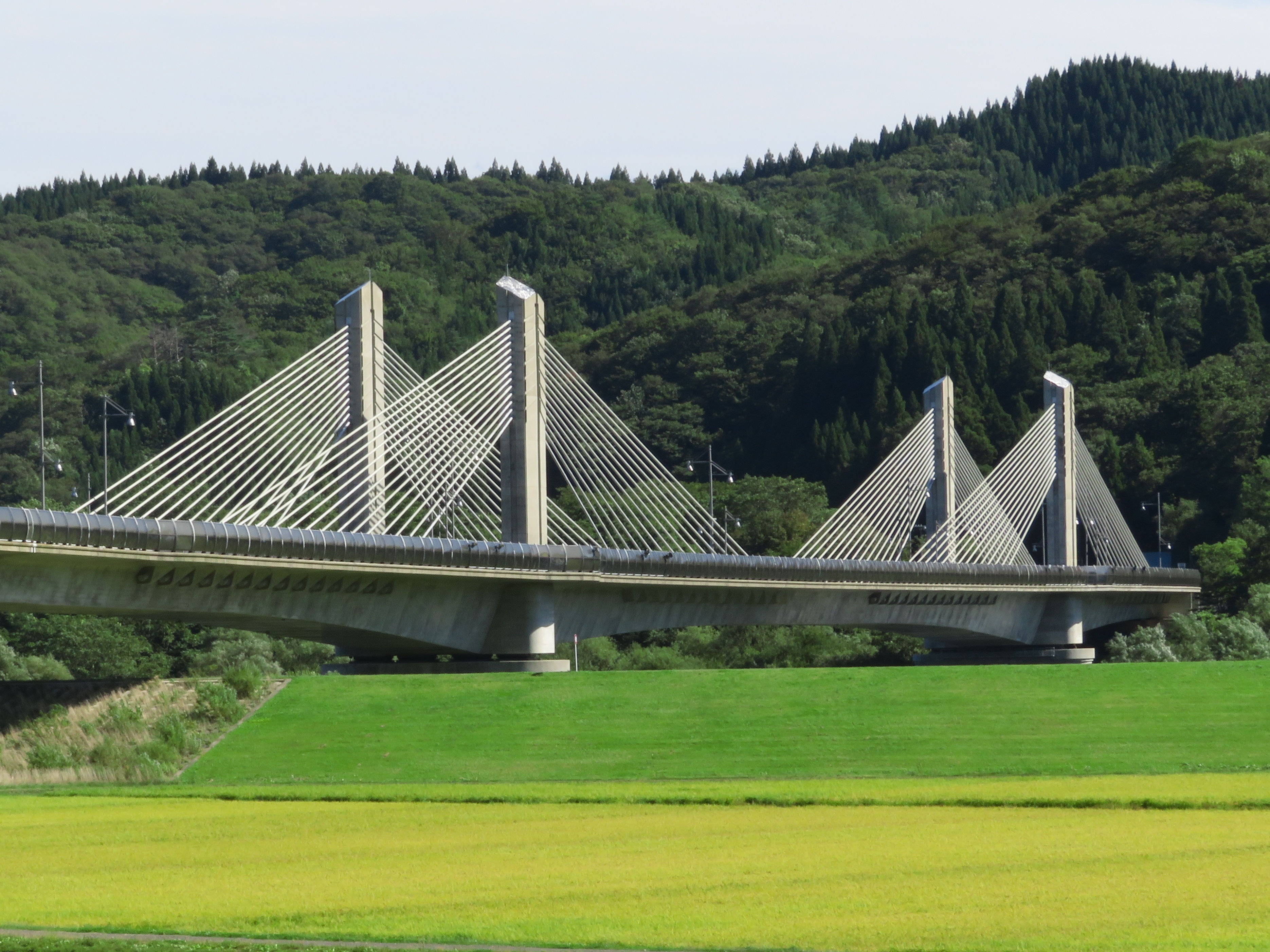
蟹沢大橋部分
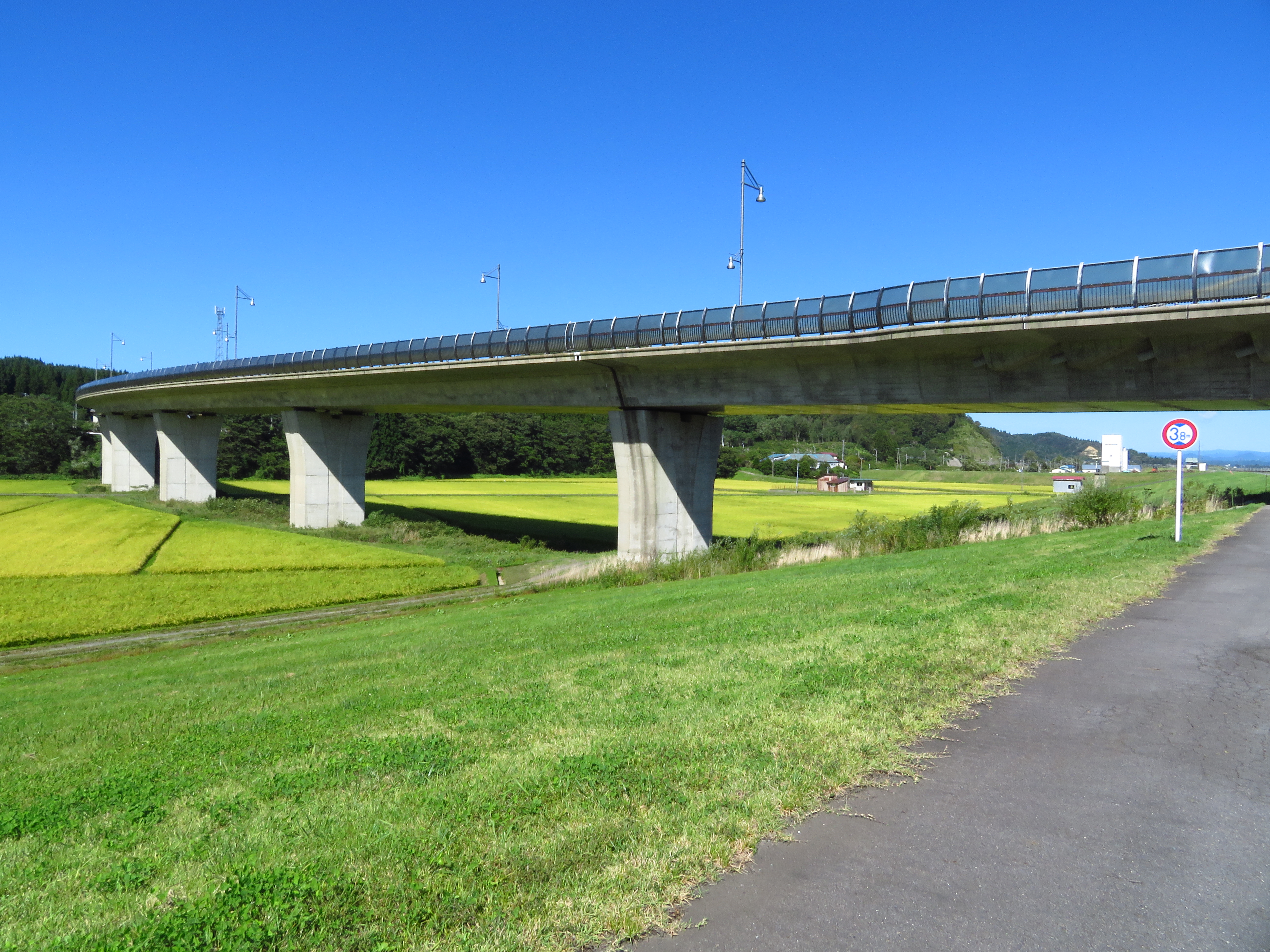
今泉高架橋部分
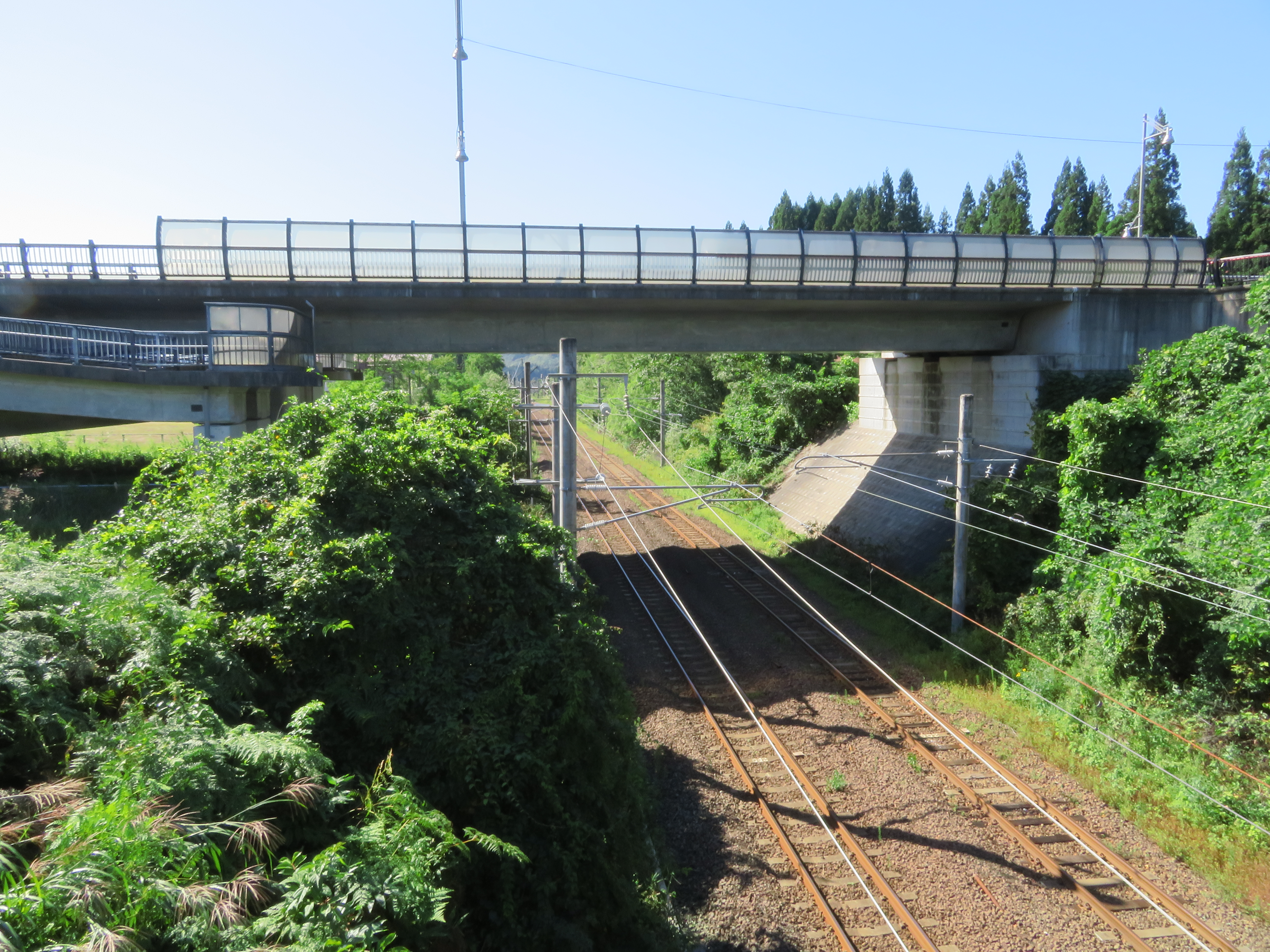
今泉跨線橋部分

## 地理

### 交差する道路
自動車専用道路の区間については「鷹巣西道路」を参照
| 施設名 | 接続路線名                                               | 備考                                    | 所在地                                                       |
| --- | -------------------------------------------------------- | --------------------------------------- | ------------------------------------------------------------ |
| 大館能代空港 道の駅大館能代空港                                                                                         |                                                          | 起点 県道大館能代空港東線起点           | 北秋田市脇神字葈岱                                           |
| 空港入口交差点 道の駅・第3駐車場                                                                                        | 秋田自動車道大館能代空港IC 秋田県道324号大館能代空港東線 | 県道大館能代空港東線 大館市方面から連続 | 北秋田市脇神字ハケノ下北緯40度11分51.9秒 東経140度22分26.8秒 |
| 川口南交差点 | 秋田県道24号鷹巣川井堂川線 秋田県道197号木戸石鷹巣線     |                                         | 北秋田市脇神字上金堀北緯40度11分57.0秒 東経140度21分48.5秒   |
| 川口南交差点から蟹沢ICまでは当県道の現道の区域として指定されていない。 当県道の自動車専用道路の区域は鷹巣西道路を参照。 |                                                          |                                         |                                                              |
| 蟹沢IC | 市道 蟹沢乗入線                                          | 旧・蟹沢交差点                          | 北秋田市坊沢字畑ヶ沢北緯40度12分21.1秒 東経140度18分52.7秒   |
| 今泉交差点 | 国道7号                                                  | 終点 二ツ井今泉道路IC予定               | 北秋田市今泉字根立場                                         |

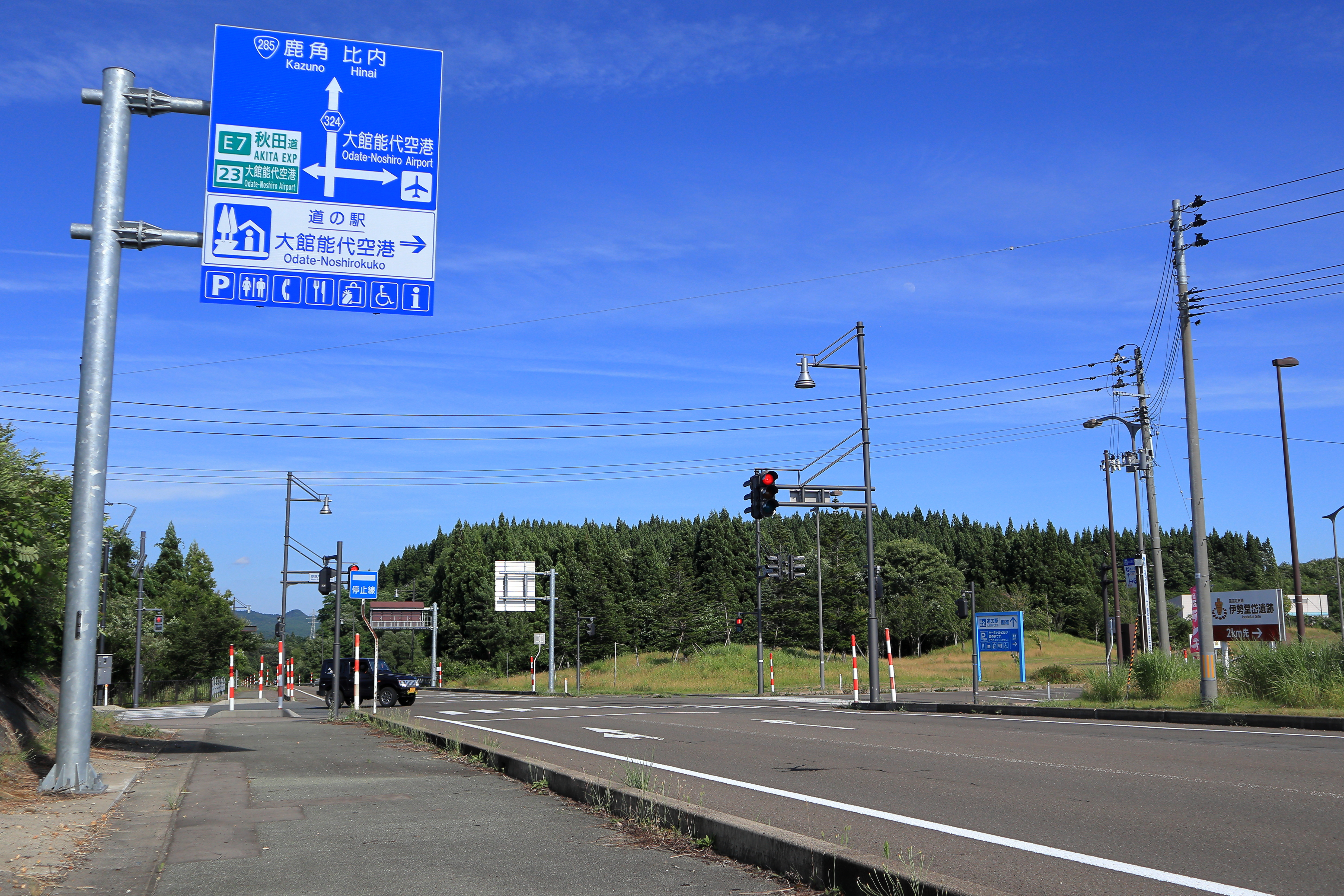
空港入口交差点
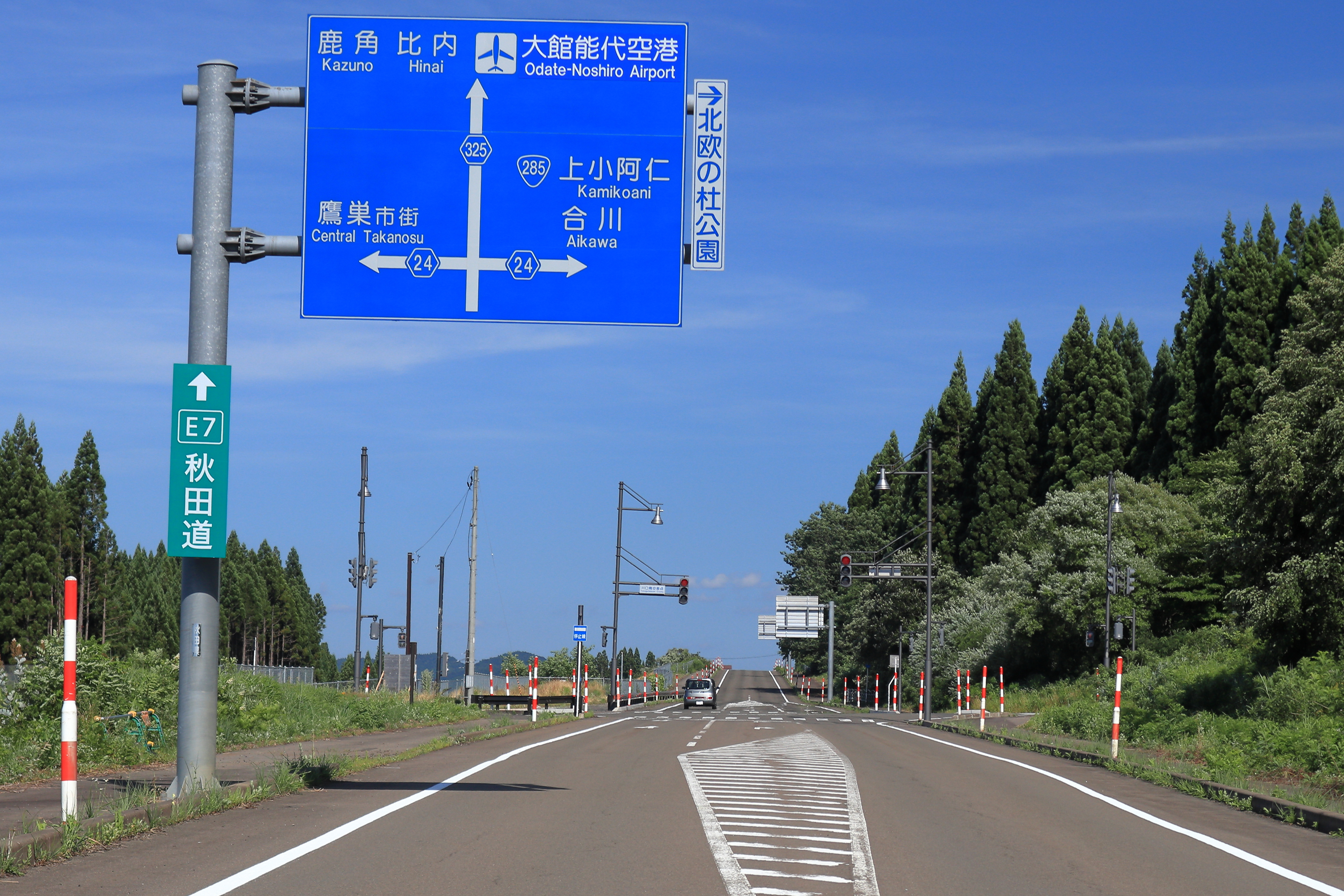
川口南交差点
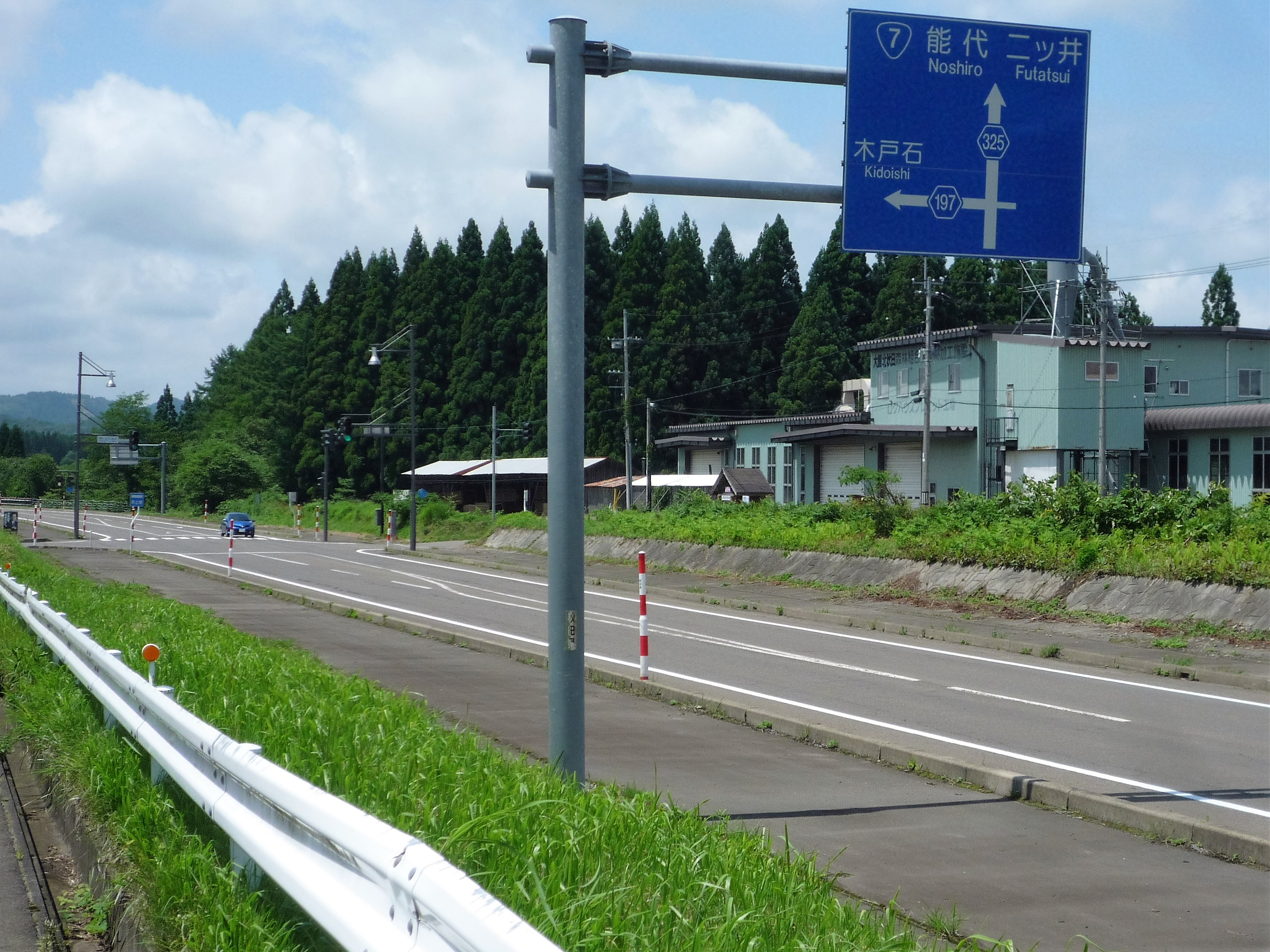
旧・緑ヶ丘交差点（2016年）
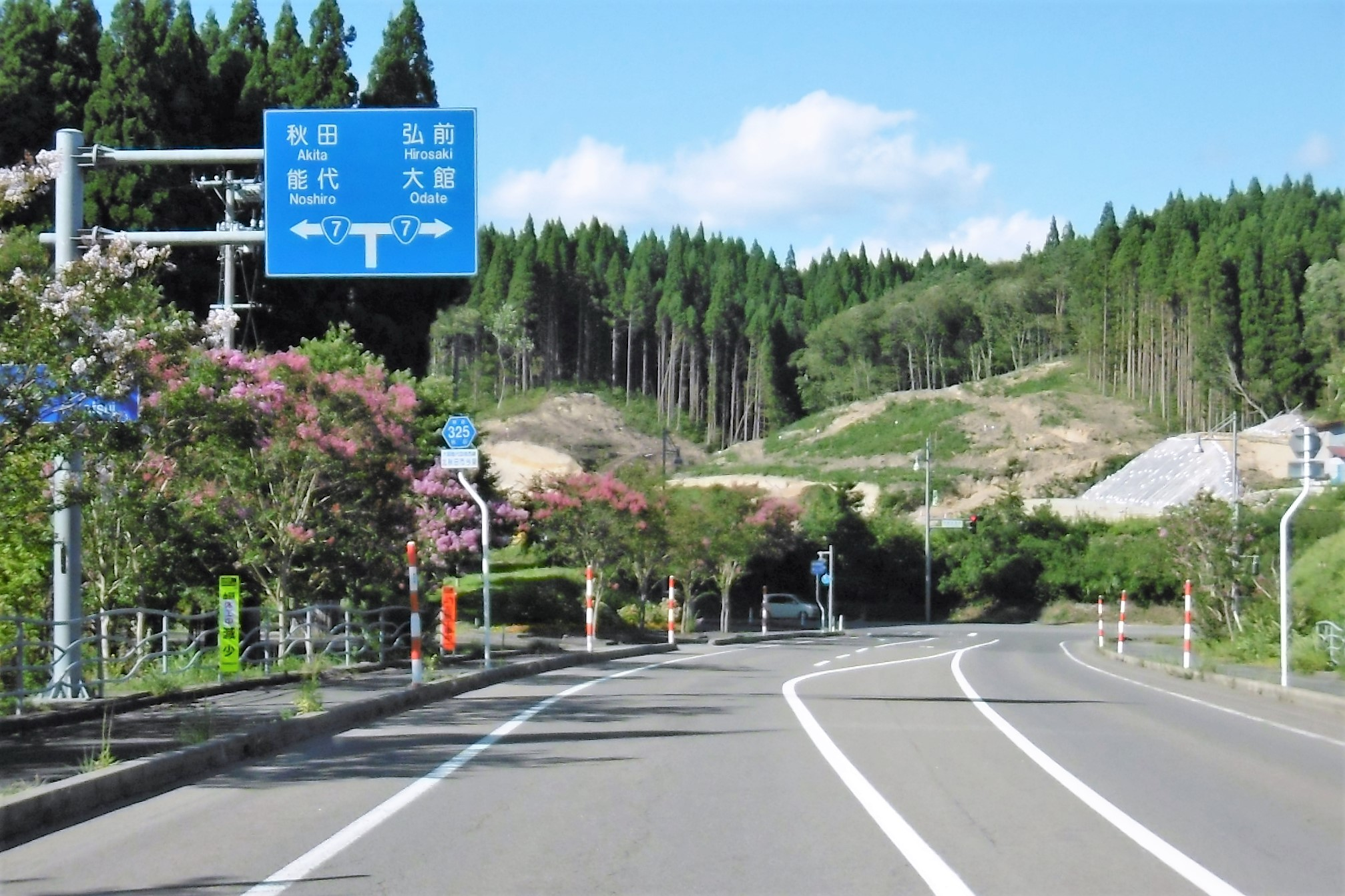
今泉交差点

### 沿線の施設
- 大館能代空港
- 大館能代空港周辺ふれあい緑地